# Momordica camerounensis
Espèce
Momordica camerounensis est une espèce de plante à fleurs de la famille des Cucurbitaceae et du genre Momordica, selon la classification phylogénétique.
Son épithète spécifique camerounensis fait référence au Cameroun.

## Description
Elle est une plante épiphyte endémique du Cameroun.